# Evgenij Ketov
Evgenij Nikolaevič Ketov (in russo Евгений Николаевич Кетов?; Perm', 17 gennaio 1986) è un hockeista su ghiaccio russo.

## Palmarès

### Mondiali
- 1 medaglia:
  - 1 oro (Finlandia/Svezia 2012)